# Milan Jurdík
Milan Jurdík (* 8. November 1991 in Považská Bystrica) ist ein tschechischer Fußballspieler.

## Karriere
Jurdík begann seine Karriere in Tschechien bei Sparta Prag. Sein Debüt für die Profis gab er im März 2010 in der Synot Liga gegen den SK Sigma Olmütz. Es blieb sein einziges Spiel für Sparta. Im Sommer 2010 wurde er bis Dezember 2011 an den Ligakonkurrenten 1. FK Příbram verliehen. Nachdem er zuvor drei weitere Male verliehen worden war, verließ er Sparta im Sommer 2015 und schloss sich dem Zweitligisten Dynamo Budweis an.
Zur Saison 2016/17 wechselte er zum österreichischen Zweitligisten WSG Wattens. Mit der WSG Wattens stieg er 2019 als Zweitligameister in die Bundesliga auf, woraufhin sich der Verein in WSG Tirol umbenannte. Nach neun Einsätzen in der Bundesliga und 95 in der 2. Liga wurde sein Vertrag im Januar 2020 aufgelöst und er wechselte zum Zweitligisten Floridsdorfer AC, bei dem er einen bis Juni 2021 laufenden Vertrag erhielt. In eineinhalb Jahren in Wien kam er zu 39 Zweitligaeinsätzen, in denen er zwölf Tore erzielte. Nach der Saison 2020/21 verließ er den Verein.
Daraufhin wechselte er zur Saison 2021/22 nach Malta zum FC Valletta. Für die Malteser kam er aber nur zu zwei Kurzeinsätzen in der Maltese Premier League, ehe er den Verein im September 2021 wieder verließ und in die Slowakei zum FK Senica wechselte. Für Senica kam er zu 20 Einsätzen in der Fortuna Liga, ehe er seinen Vertrag im April 2022 auflöste, nachdem der Verein seinen Spielern seit September 2021 kein Gehalt mehr zahlen hatte können.
Zur Saison 2022/23 kehrte Jurdík anschließen nach Österreich zurück und wechselte zum Regionalligisten FCM Traiskirchen.